# Град музике
УНЕСКО-ов програм Град музике део је шире мреже креативних градова.
Једна од улога Унеска је да одржава листу места светске природне и културне баштине. Та места се сматрају важним природним или историјским местима или објектима чије очување је важно за целокупну светску заједницу.
Мрежа је покренута 2004. године и има градове чланице у седам креативних области. Остале области су: занати и народна уметност, дизајн, филм, гастрономија, књижевност и медијска уметност.

## Критеријуми за градове музике
Да би били одобрени за град музике, градови морају да испуне низ критеријума које је поставио УНЕСКО.
Унеско проглашени градови музике деле сличне карактеристике:
- признати центри музичког стваралаштва и делатности
- искуство у организовању музичких фестивала и догађаја на националном или међународном нивоу
- промоција музичке индустрије у свим њеним облицима
- музичке школе, конзерваторијуми, академије и високошколске установе специјализоване за музику
- неформалне структуре за музичко образовање, укључујући аматерске хорове и оркестре
- домаће или међународне платформе посвећене одређеним жанровима музике и/или музици из других земаља
- културни простори погодни за вежбање и слушање музике, нпр. дворане на отвореном.

## О градовима
У марту 2006, Севиља је проглашена за први град музике. Болоња је именована отприлике два месеца касније.
Севиља има „легендарну фламенко сцену“, а Унеско наводи фламенко као „нематеријалну културну баштину“.
Хамамацу је град оснивач компанија за музичке инструменте Yamaha, Kawai и Roland. Такође има Музеј музичких инструмената.
Ливерпул — „град који је изнедрио Битлсе — “добио је своју ознаку због „места музике у срцу живота града“. УНЕСКО је такође приметио „јасно дефинисану“ стратегију за музику, образовање и вештине за младе.
Idanha-a-Nova „живи у ритму музике“, Гент је „град пун културе“, а Окланд је „куцајуће срце музичке индустрије Новог Зеланда“.
Аделејд је „софистицирана, култивисана и уредно лежерна“, Тегу је „пријатно и напредно место“, а Леирија је „пријатна мешавина средњовековног и модерног“.

## Градови музике
Од 2021. године, УНЕСКО је прогласио педесет градова музике.
Деветнаест градова који учествују су европски, десет азијских и блискоисточних. Јужна Америка и Северна Америка имају по шест, Африка четири, а два су одређена у Океанији.
Седам земаља има два града чланице. Колумбија, Португал и Уједињено Краљевство једине су земље које имају три одређена града.
Градови музике су:
| Град          | Држава                 | Година натписа |
| ------------- | ---------------------- | -------------- |
| Аделејд       | Аустралија             | 2015           |
| Алмати        | Казахстан              | 2017           |
| Amarante      | Португал               | 2017           |
| Ambon         | Индонезија             | 2019           |
| Окла          | Нови Зеланд            | 2017           |
| Белфаст       | Уједињено Краљевство   | 2021           |
| Богота        | Колумбија              | 2012           |
| Болоња        | Италија                | 2006           |
| Бразавил      | Конго                  | 2013           |
| Брно          | Чешка                  | 2017           |
| Ченај         | Индија                 | 2017           |
| Тегу          | Република Кореја       | 2017           |
| Есаура        | Мароко                 | 2019           |
| Frutillar     | Чиле                   | 2017           |
| Гент          | Белгија                | 2009           |
| Глазгов       | Уједињено Краљевство   | 2008           |
| Хамамацу      | Јапан                  | 2014           |
| Хановер       | Немачка                | 2014           |
| Хавана        | Куба                   | 2019           |
| Idanha-a-Nova | Португал               | 2015           |
| Канзас Сити   | Сједињене Државе       | 2017           |
| Катовице      | Пољска                 | 2015           |
| Казањ         | Русија                 | 2019           |
| Кингстон      | Јамајка                | 2015           |
| Киншаса       | Чешка                  | 2015           |
| Киршехир      | Турска                 | 2019           |
| Леирија       | Португал               | 2019           |
| Лирија        | Шпанија                | 2019           |
| Лондон        | Канада                 | 2021           |
| Ливерпул      | Уједињено Краљевство   | 2015           |
| Манхајм       | Немачка                | 2014           |
| Медељин       | Колумбија              | 2015           |
| Мец           | Француска              | 2019           |
| Морелија      | Мексико                | 2017           |
| Норћепинг     | Шведска                | 2017           |
| Пезаро        | Италија                | 2017           |
| Порт ов Спејн | Тринидад и Тобаго      | 2019           |
| Praia         | Зеленортска Острва     | 2017           |
| Рамала        | Палестина              | 2019           |
| Салвадор      | Бразил                 | 2015           |
| Санандаџ      | Иран                   | 2019           |
| Санто Доминго | Доминиканска Република | 2019           |
| Севиља        | Шпанија                | 2006           |
| Талин         | Естонија               | 2021           |
| Tongyeong     | Јужна Кореја           | 2015           |
| Valledupar    | Колумбија              | 2019           |
| Валпараисо    | Чиле                   | 2019           |
| Варанаси      | Индија                 | 2015           |
| Веспрем       | Мађарска               | 2019           |
| Врање         | Србија                 | 2019           |